# Parque Ari Barroso
O Parque Ari Barroso está localizado na Penha Circular, bairro da Zona Norte (Rio de Janeiro), junto a vias movimentadas da região, como a Avenida Brás de Pina e a Avenida Lobo Júnior. Fica nas proximidades da Estação Penha Circular da SuperVia e do corredor TransCarioca. de BRT do Rio de Janeiro.
Além da área arborizada, o parque possui unidades de Unidade de Polícia Pacificadora, de Unidade de Pronto Atendimento e a Arena Cultural Dicró.
O parque Ary Barroso, criado em 1964, ocupa uma área de cerca de 50.000 m² no bairro da Penha Circular, próximo à linha férrea, em terreno da antiga Chácara das Palmeiras. As terras foram adquiridas em 1868 pelo empreendedor português Francisco Lobo Júnior, grande incentivador do desenvolvimento da região. Primeiro parque implantado no subúrbio carioca, constitui-se em um dos principais centros de recreação da cidade. Foi concebido como um bosque, com cascatas e lagos, aproveitando a topografia existente em um terreno originalmente de vegetação esparsa e rarefeita. No local foram plantadas 130 espécies distintas de árvores floríferas com épocas alternadas de floração. Em 2003, a Prefeitura da Cidade do Rio de Janeiro elaborou um projeto de recuperação e revitalização do parque.
O espaço sofre, há muito tempo, um progressivo processo de degradação.